# Prešnica
Prešnica este o localitate din comuna Hrpelje - Kozina, Slovenia, cu o populație de 133 de locuitori.